# Verbena halei
Verbena halei — вид трав'янистих рослин родини Вербенові (Verbenaceae), поширений на півдні США й у Мексиці.

## Опис
Недовговічна багаторічна чи однорічна рослина. У ранньому розвитку розвивається базальна розетка від лопатчато-яйцеподібного до довгасто-яйцеподібного листя. Поля цих листків зубчасті або надрізані. Пізно в сезон, прикореневі листки можуть бути відсутні. Із цих розеток розвиваються від одного до трьох квадратних стебел заввишки 25–45 см, які вище розгалужені. Листя стебла зменшуються в розмірах догори. Листки знизу стебел 1–2-перисто-розділені, а горішні — лінійні й подібні до приквіток. Стебла й листки запушені розсіяними волосками. Квіти ростуть у колосках, які розташовані у волотях. Зазвичай колір квітки блідо-блакитний, але можуть траплятися пурпурно-блакитні, рожеві або білі квіточки. Квіти 5-пелюсткові. Плід — горішок.

## Поширення
Поширений на півдні США й Мексиці; інтродукований на сході Австралії. Росте росте на узбіччях доріг, уздовж залізничних колій, на вільних ділянках, на пасовищах і в порушених лісах.